# Dalea cliffortiana
Dalea cliffortiana är en ärtväxtart som beskrevs av Carl Ludwig von Willdenow. Dalea cliffortiana ingår i släktet Dalea, och familjen ärtväxter. Inga underarter finns listade i Catalogue of Life.